# Rytidosperma unarede
Rytidosperma unarede är en gräsart som först beskrevs av Etienne Fiacre Louis Raoul, och fick sitt nu gällande namn av Henry Eamonn Connor och Elizabeth Edgar. Rytidosperma unarede ingår i släktet kängurugräs (släktet), och familjen gräs. Inga underarter finns listade i Catalogue of Life.